# Lavras da Mangabeira (kommun)
Lavras da Mangabeira är en kommun i Brasilien.   Den ligger i delstaten Ceará, i den östra delen av landet, 1 400 km nordost om huvudstaden Brasília. Antalet invånare är 31 096.
Följande samhällen finns i Lavras da Mangabeira:
- Lavras da Mangabeira
- Barro

Omgivningarna runt Lavras da Mangabeira är huvudsakligen savann. Runt Lavras da Mangabeira är det ganska glesbefolkat, med 47 invånare per kvadratkilometer.